# Academia de Historia Militar de Chile
La Academia de Historia Militar, creada el 9 de agosto de 1977, es una corporación de derecho privado sin fines de lucro, cuya finalidad es investigar y difundir la historia militar, con énfasis en la de Chile y su Ejército. Su sede se encuentra en la Avenida Blanco Encalada, en Santiago. 
Para cumplir esa misión, agrupa miembros académicos, civiles y militares, sin exclusiones de ningún tipo, quienes a través de publicaciones, conferencias, tertulias, seminarios y licitaciones de proyectos, dan a conocer sus trabajos de investigación y pensamiento, en el convencimiento que la historia como ciencia universal y la historia militar como rama específica de la anterior, nunca pueden considerarse agotadas en su estudio, investigación e interpretación, por cuanto siempre existirán facetas y enfoques novedosos que inciten a nuestros académicos a emprender esfuerzos por informar de nuevos antecedentes que nos permitan acercarnos a la verdad, en un afán compartido de conocimiento creciente.
A través de sus propios recursos o en conjunto con universidades y otros organismos congéneres, tanto en Santiago como en Regiones, la Academia de Historia Militar integra a sus miembros con la comunidad académica nacional y extranjera, contribuyendo con ello al conocimiento del pasado, que nos permite comprender el presente y proyectarnos al futuro, haciendo honor al lema: "HERI LUX PRAESENTIS".
La Academia cuenta con una biblioteca abierta a todo público.